# Heiko Engling
Heiko Engling (* 20. Jahrhundert) ist ein deutscher politischer Beamter (Bündnis 90/Die Grünen). Er ist seit 2023 als Ministerialdirektor der Amtschef im Ministerium für Finanzen Baden-Württemberg.

## Leben
Heiko Engling wuchs im Remstal auf und studierte Politik, Soziologie und Betriebswirtschaftslehre an der Universität Stuttgart und Sozialwissenschaften an der Humboldt-Universität zu Berlin. Während seines Studiums begann er mit einer Tätigkeit bei der Bundestagsabgeordneten Anna Lührmann (Bündnis 90/Die Grünen). Ein Jahr davor war er den Grünen beigetreten. Danach folgten weitere Tätigkeiten für Mitglieder der Bundestagsfraktion Bündnis 90/Die Grünen.
Von 2011 bis 2016 war er persönlicher Referent und Büroleiter der Staatsministerin Silke Krebs (Bündnis 90/Die Grünen) im Staatsministerium Baden-Württemberg. Im Anschluss war er von 2016 bis 2020 der Leiter der Zentralstelle sowie von 2020 bis 2023 als Ministerialdirigent der Leiter der Grundsatzabteilung des Ministeriums für Finanzen Baden-Württemberg.
Im April 2023 wurde er unter Minister Danyal Bayaz (Bündnis 90/Die Grünen) zum Ministerialdirektor und Amtschef im Ministerium für Finanzen Baden-Württemberg ernannt.